# Masseret
Masseret is een gemeente in het Franse departement Corrèze (regio Nouvelle-Aquitaine) en telt 608 inwoners (1999). De plaats maakt deel uit van het arrondissement Tulle.

## Geografie
De oppervlakte van Masseret bedraagt 13,7 km², de bevolkingsdichtheid is 44,4 inwoners per km².

## Verkeer en vervoer
In de gemeente ligt spoorwegstation Masseret.
De onderstaande kaart toont de ligging van Masseret met de belangrijkste infrastructuur en aangrenzende gemeenten.

## Demografie
Onderstaande figuur toont het verloop van het inwonertal (bron: INSEE-tellingen).